# Kolpophorae
Kolpophorae é uma subordem de cnidários cifozoários da ordem Rhizostomeae.